# Campylorhynchus
Campylorhynchus – rodzaj ptaków z rodziny strzyżyków (Troglodytidae).

## Rozmieszczenie geograficzne
Rodzaj obejmuje gatunki występujące w Ameryce.

## Morfologia
Długość ciała 15–22 cm; masa ciała 21,1–57 g.

## Systematyka
Rodzaj zdefiniował w 1824 roku niemiecki przyrodnik Johann Baptist von Spix w publikacji własnego autorstwa poświęconej nowym taksonom ptaków, zebranych podczas jego podróży po Brazylii w latach 1817–1820. Gatunkiem typowym jest (późniejsze oznaczenie) strzyż drozdowaty (C. turdinus).

### Etymologia
Campylorhynchus: gr. καμπυλος kampulos ‘zakręcony, zgięty’, od καμπτω kamptō ‘zginać’; ῥυγχος rhunkhos ‘dziób’.

### Podział systematyczny
Do rodzaju należą następujące gatunki:
- Campylorhynchus brunneicapillus (Lafresnaye, 1835) – strzyż kaktusowy
- Campylorhynchus nuchalis Cabanis, 1847 – strzyż plamisty
- Campylorhynchus turdinus (zu Wied-Neuwied, 1821) – strzyż drozdowaty
- Campylorhynchus megalopterus Lafresnaye, 1845 – strzyż jarzębaty
- Campylorhynchus zonatus (Lesson, 1832) – strzyż rdzawobrzuchy
- Campylorhynchus albobrunneus (Lawrence, 1862) – strzyż białogłowy
- Campylorhynchus fasciatus (Swainson, 1838) – strzyż zebrowany
- Campylorhynchus yucatanicus (Hellmayr, 1934) – strzyż jukatański
- Campylorhynchus jocosus P.L. Sclater, 1860 – strzyż białolicy
- Campylorhynchus griseus (Swainson, 1838) – strzyż dwubarwny
- Campylorhynchus chiapensis Salvin & Godman, 1891 – strzyż wielki
- Campylorhynchus gularis P.L. Sclater, 1861 – strzyż dębowy
- Campylorhynchus capistratus (Lesson, 1842) – strzyż rdzawogrzbiety
- Campylorhynchus humilis P.L. Sclater, 1857 – strzyż rdzawoszyi
- Campylorhynchus rufinucha (Lesson, 1838) – strzyż rdzawokarkowy